# Rudolf van Diepholt
Rudolf van Diepholt (ca. 1390 - Vollenhove, 24 maart 1455) was bisschop van Utrecht van 1423 tot 1455 en van Osnabrück vanaf 1454.
Voor zijn benoeming tot bisschop van Utrecht was Rudolf van Diepholt kanunnik in Keulen. In Utrecht was de partijstrijd tussen Lichtenbergers en Lockhorsten aan de gang toen in 1423 een nieuwe bisschop gekozen moest worden. Rudolf was de kandidaat van de Lichtenbergers, en hij werd dankzij steun van de steden en de ridderstand door de kapittels gekozen. De Lockhorsten gaven de steun aan hun kandidaat Zweder van Culemborg echter niet op. Om de strijd te beslechten benoemde paus Martinus V op 7 juni 1424 zijn gunsteling Rhabanus van Helmstatt. Deze trok zich terug, waarna de paus op 6 februari 1425 Zweder benoemde. Hiermee was het zogenaamde Utrechts Schisma een feit. Zweder maakte zich met geweld van het gezag meester, maar werd in 1426 de stad uitgejaagd door de Lichtenbergers. Rudolf werd door de paus in de ban gedaan, maar hij wist zich te handhaven, al kon Zweder aanvankelijk rekenen op de steun van hertog Filips de Goede, die tevens graaf van Holland was, en van de hertog van Gelre. 
Rudolf was leider van de Amersfoorters toen hij tegen Filips de Goede de oorlog had verklaard die leidde tot het Beleg van Amersfoort die een overwinning voor Rudolf inhield.

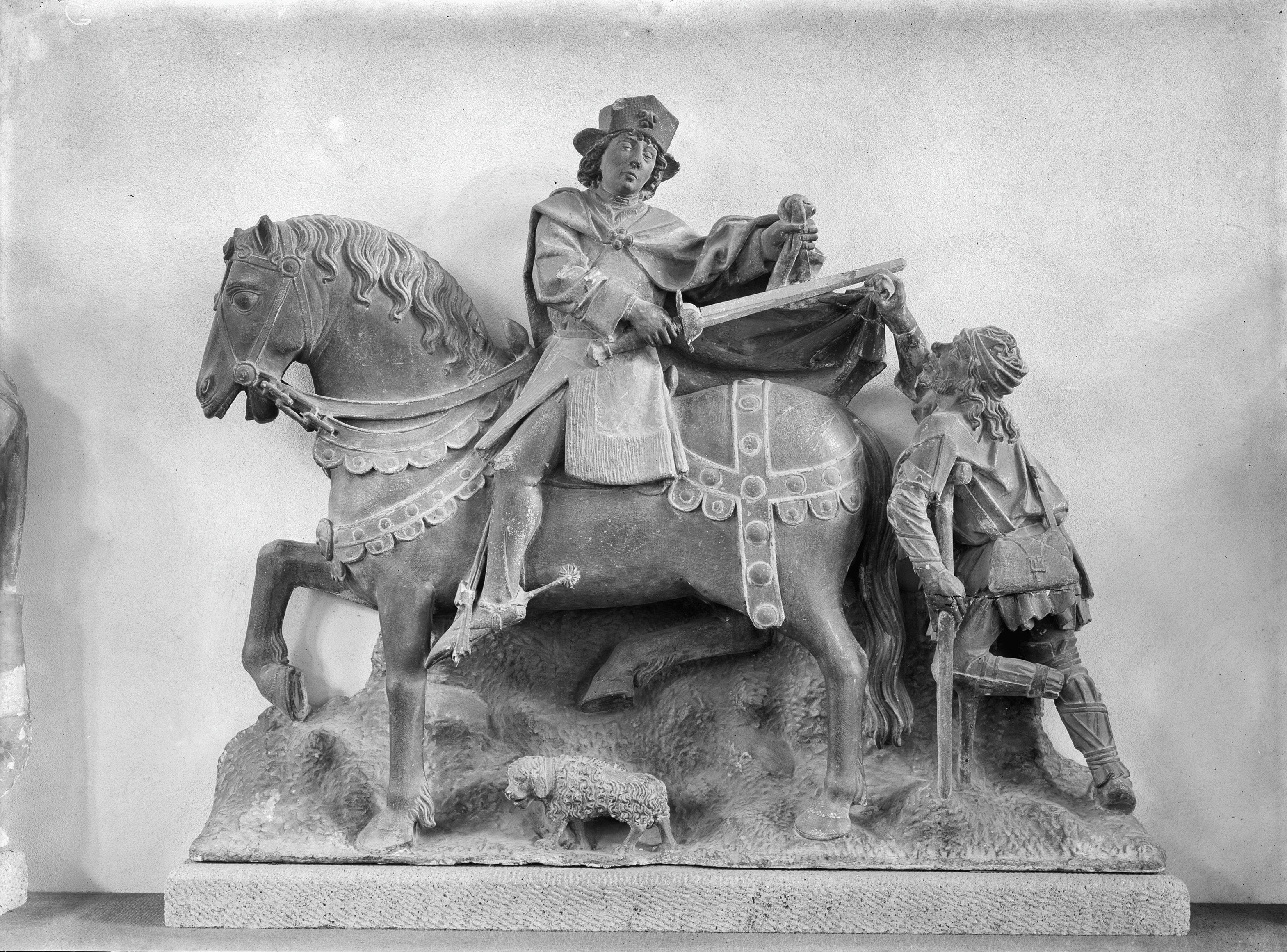
Stenen beeld van Sint Maarten afkomstig van de graftombe van R.van Diepholt in de Dom, Museum catalogus 27 - Utrecht - 20232098 - RCE

Rudolf wist echter alsnog een akkoord te sluiten met beide naburige vorsten. Toen ook paus Eugenius IV (de opvolger van Martinus), op 10 december 1432 Rudolf erkende, kon deze in 1433 officieel zijn intrede als bisschop doen. Na de dood van Zweder in hetzelfde jaar trad Walraven van Meurs echter op als tegenkandidaat van Rudolf, gesteund door het Concilie van Basel. Deze deed alsnog afstand in 1448, waarmee er een eind kwam aan het schisma. Rudolf werd nu algemeen erkend, maar nog hetzelfde jaar werd hij uit de stad verdreven door zijn onderdanen die het niet eens waren met zijn belastingpolitiek. In 1449 keerde Rudolf met geweld terug en behield zijn positie tot zijn dood in 1455. 
Na de dood van bisschop Hendrik van Meurs van Osnabrück in 1450 mengde hij zich in een opvolgingsstrijd die zich jarenlang voortsleepte. Hij probeerde zijn neef Koenraad van Diepholt, domproost te Osnabrück, op de zetel te krijgen. In 1454 wist Rudolf zijn tegenstanders een zware slag toe te brengen en zelf het sticht Osnabrück te bemachtigen. Hij werd daar na zijn dood alsnog door zijn neef opgevolgd.
Rudolf van Diepholt bevorderde de bouw van de dom van Utrecht, en hij werd er bijgezet in een kapel die zijn naam zou blijven dragen.